# Кигиляхи

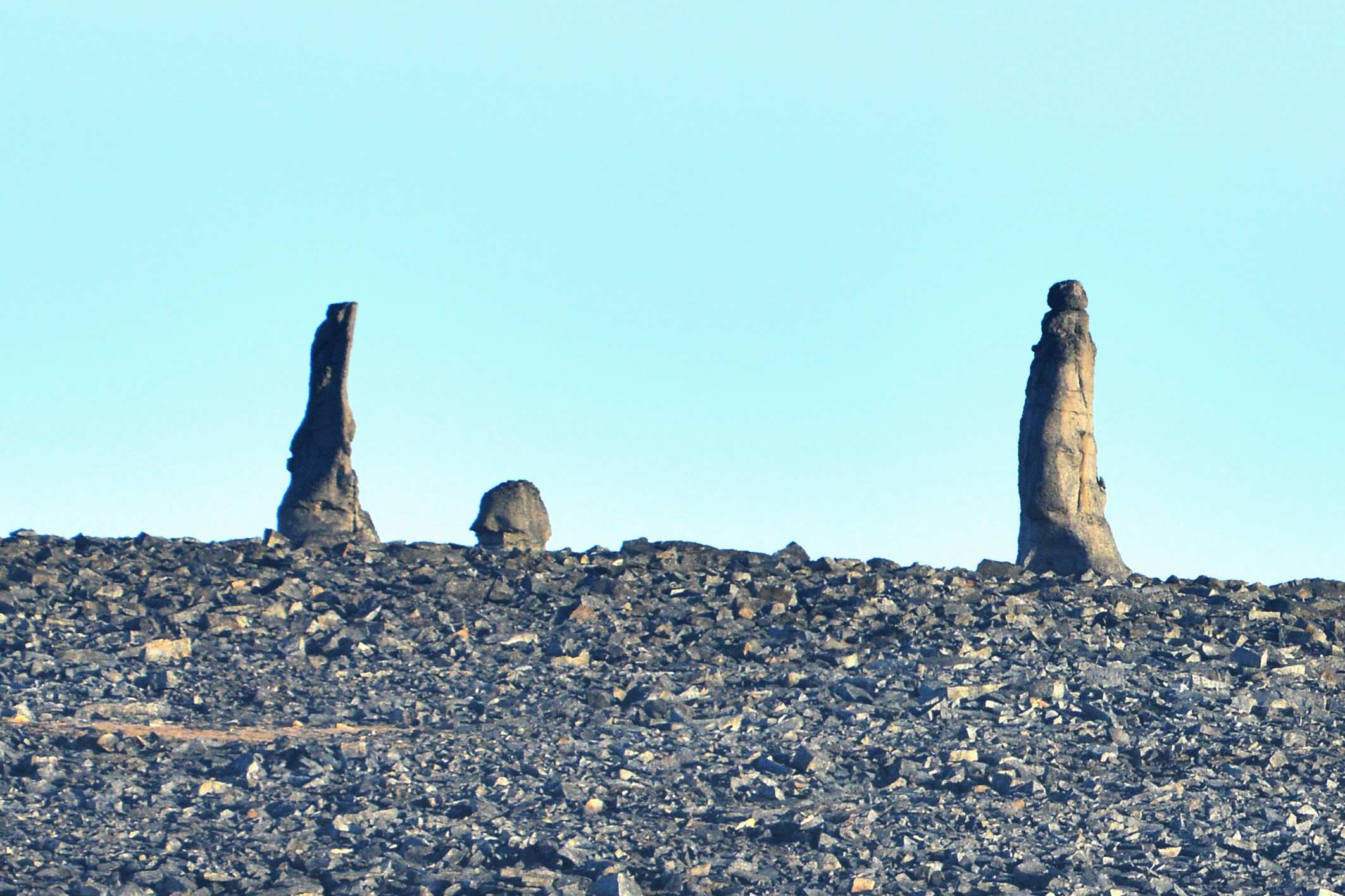

Кигиляхи или кисиляхи (якут. киһилээх — «имеющий человека», «[место], где есть люди» от киһи — «человек») — высокие скальные столбовидные останцы причудливой формы, образованные в результате криогенного выветривания. Представляют собой камни, торчащие на поверхности плоских гор или из-подо льда со снегом. Состоят из твёрдых горных пород, преимущественно гранита, в некоторых кигиляхах обнаружены песчаники времён юрского периода, аргиллиты, глинистые сланцы. Свиду камни похожи на человека, откуда и происходит их название. Основание кигиляха может быть незначительным по высоте — примерно с рост человека, и при этом немного тоньше самого столба.

## Легенда о происхождении
Согласно якутским легендам, в далёкие времена, когда климат на планете был тёплым, люди жили, в основном, в горах. Однако в результате сильного похолодания люди стали продвигаться на юг и спускаться на равнины, где было не так холодно. Однако, переходя Кисиляхский хребет, многие из них замерзали на месте и оставались стоять замёрзшими столбами. С годами эти столбы всё больше обрастали камнем, их размеры увеличились, так и появились кисиляхи.
Согласно якутским легендам, кигиляхи являются местами силы, от них исходит положительная энергия.
Эти столбы привлекают к себе и туристов.

## История изучения
Слово кигилях вошло в научную терминологию после открытия Ляховских островов и мыса Кигилях, а позже и одноимённого полуострова в западной части Большого Ляховского острова.
В 1821—1823 годах экспедиция под руководством Фердинанда Врангеля по исследованию Медвежьих островов обнаружила на острове Четырёхстолбовой три кигиляха. Врангель сделал вывод, что ранее они представляли собой один утёс, расколовшийся, вероятно, под действием сильного мороза или других физических причин.
В 1935 году остров Четырёхстолбовой посетил учёный Сергей Обручев, который выдвинул теорию образования столбов, а также высказал предположение, что Медвежьи острова были открыты в 1702 году, а в 1720 произошла первая высадка. Тогда путешественниками было зафиксировано четыре кигиляха, а не три. Ко времени путешествия Врангеля четвёртый столб был разрушен — от него осталась только каменная россыпь. По мнению Обручева, оставшиеся столбы могут разрушиться в ближайшие 200 лет. Однако в 1935 же году остров посетила научная экспедиция под руководством Воробьёва, и её участниками были описаны четыре столба, а не три.

## Происхождение
Кигиляхи Якутии появились примерно 120—110 миллионов лет назад, во времена образования Верхоянского хребта и хребта Черского в результате наезда Северо-Американской плиты на Евразийскую, в результате появления на них складок.
Столбы образовывались на вершинах скал в результате криогенного выветривания под воздействием низких температур и резких температурных перепадов и значительной высоты, на которой находились вершины, а также ветра. Эти факторы приводили к появлению в горной породе морозобойных трещин, после расширения которых она и раскалывалась на столбы.

## Места расположения
Кигиляхи встречаются во многих регионах мира. Например, схожая форма рельефа — койтас — есть в Казахстане. В России данную форму рельефа можно встретить в Забайкальском крае, но больше всего кигиляхи распространены в Якутии.
Эти столбы можно встретить на островах Столбовой в море Лаптевых и Четырёхстолбовой в Восточно-Сибирском море, а также на острове Большой Ляховский.
На берегу реки Алазея примерно в 100 километрах от побережья Восточно-Сибирского моря находится гора Кисилях-Тас (якут. Киһилээх таас — «камень, имеющий человека»). По вершине этой горы протягивается своеобразный хребет из кисиляхов.
В междуречье рек Яны и Адычи расположен Кисиляхский хребет — составная часть хребта Черского. На главном гребне хребта и по всему водоразделу находится множество кигиляхов высотой до 30 метров. Иногда они образуют непроходимые лабиринты.

## Альтернативная наука
В настоящее время относительно появления кигиляхов существует ряд маргинальных теорий, согласно которым их якобы построили представители древней цивилизации.